# Furna Velha
A Furna Velha, também referida como Furna das Pombas, localiza-se na freguesia da Almagreira, no concelho da Vila do Porto, na costa sudoeste da ilha de Santa Maria, nos Açores.
Este acidente geológico apresenta uma geomorfologia de origem vulcânica em forma de fenda com gruta de erosão localizada em arriba. Desenvolve-se num comprimento de 337 metros por uma largura máxima de 12,5 metros e por uma altura também máxima de 14,5 metros.